# 하얏트 리젠시 홍콩

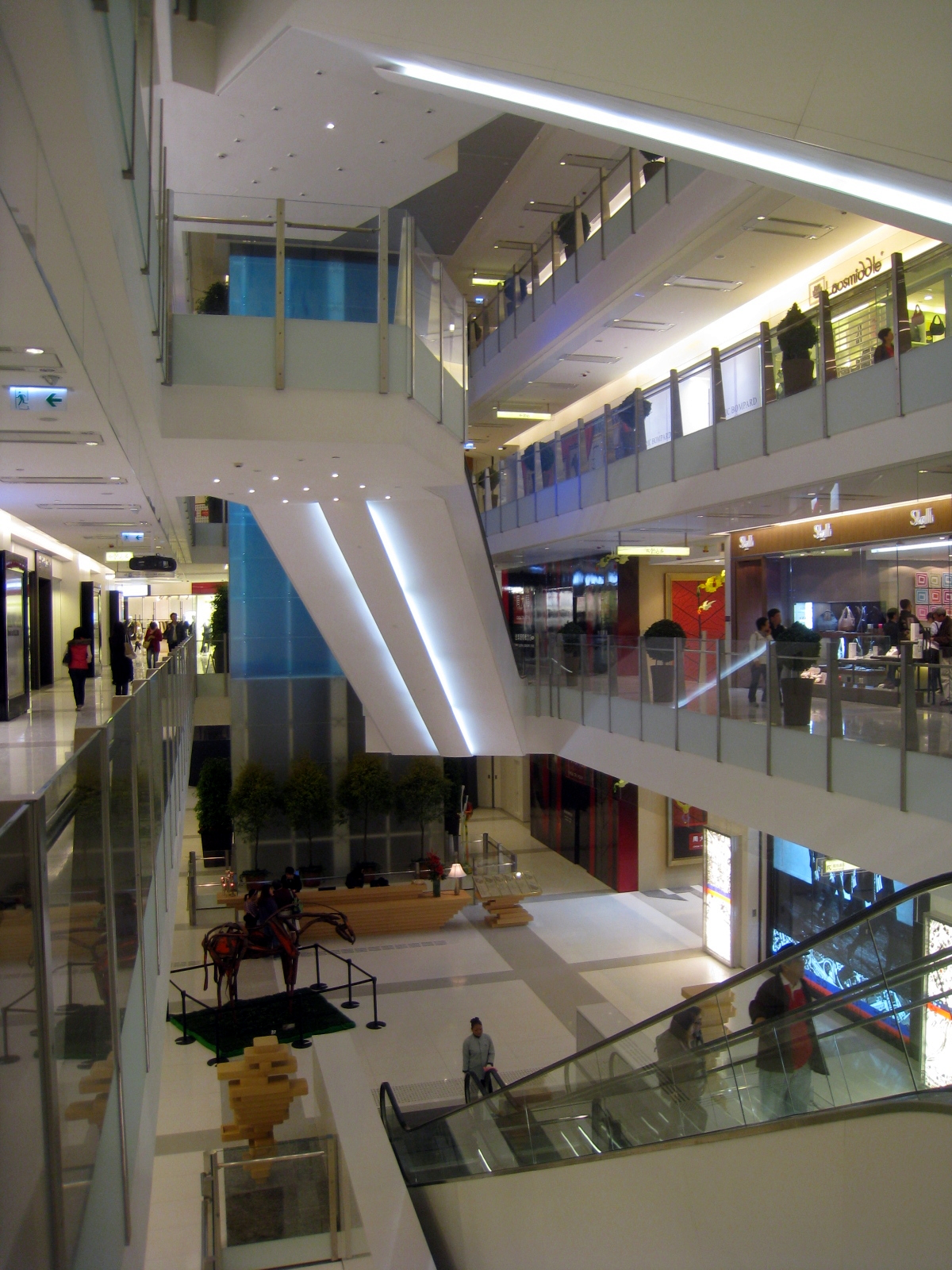
K11

하얏트 리젠시 홍콩(Hyatt Regency Hong Kong, 중국어: 香港尖沙咀凱悅酒店 향항첨사저개열주점[*]) 호텔은 중국 홍콩 침사추이 더 마스터피스에 위치한 호텔이다. 호텔 건물은 2007년 완성되었는데, 64층이고 261 m (856 ft) 높이이다. 다른 말로는 하노이 로드(중국어: 河內道) 재개발이라고도 불린다.
2007년 11월 29일 뉴 월드 디벨롭먼트(중국어: 新世界發展有限公司)와 하얏트 인터내셔널(중국어: 凱悅國際酒店集團)이 공동으로 이 호텔의 개발을 선언하였다. 이름이 "하얏트 리젠시 홍콩"이 될 것이라는 것을 공동선언하였다. 5성급 호텔이 될 것이며, 하얏트 체인이 호텔의 관리를 맡는다. 호텔은 2009년에야 문을 열 예정이다.
뉴 월드 디벨롭먼트로서는 하얏트 그랜드 호텔의 개발에 이은 두 번째 호텔이다.
하얏트 리젠시 홍콩에는 3층에서부터 24층에 걸쳐 384 개의 객실이 들어선다. 스위트 객실은 33개이다. 5층짜리 쇼핑 아케이드에는 부티크와 상점들이 들어선다. 9층에는 공중화원이 들어선다.

## 역사
네이선 로드에 있던 구 하얏트 리젠시 홍콩 호텔은 2006년 1월 1일 문을 닫았다. 문을 연 지 36년 만이었다. 1969년 11월 1일 홍콩의 경제 문화 중심지인 침사취 중심부에 문을 열었던 것이었다. 새로운 건물은 빅토리아항, 홍콩섬 등이 내려다보이는 곳에 자리잡았다.

## 교통
새 건물은 침사추이 홍콩 지하철역과 건물 지하를 거쳐 연결된다.

## 연회장
총면적 654 제곱미터의 연회장이 제공된다. 381 제곱미터는 볼룸이고 8 개는 회의실이다.

## 음식점
- Hugo's
- 더 차이니즈 레스토랑
- 친친 바
- 더 카페(중국어: 咖啡廳) - 로비 층에 위치한다. 세계 각국의 요리를 판매한다. 열린(오픈) 주방을 갖추고 있어서, 손님들이 요리 과정을 지켜볼 수 있게 해준다.

## 그림

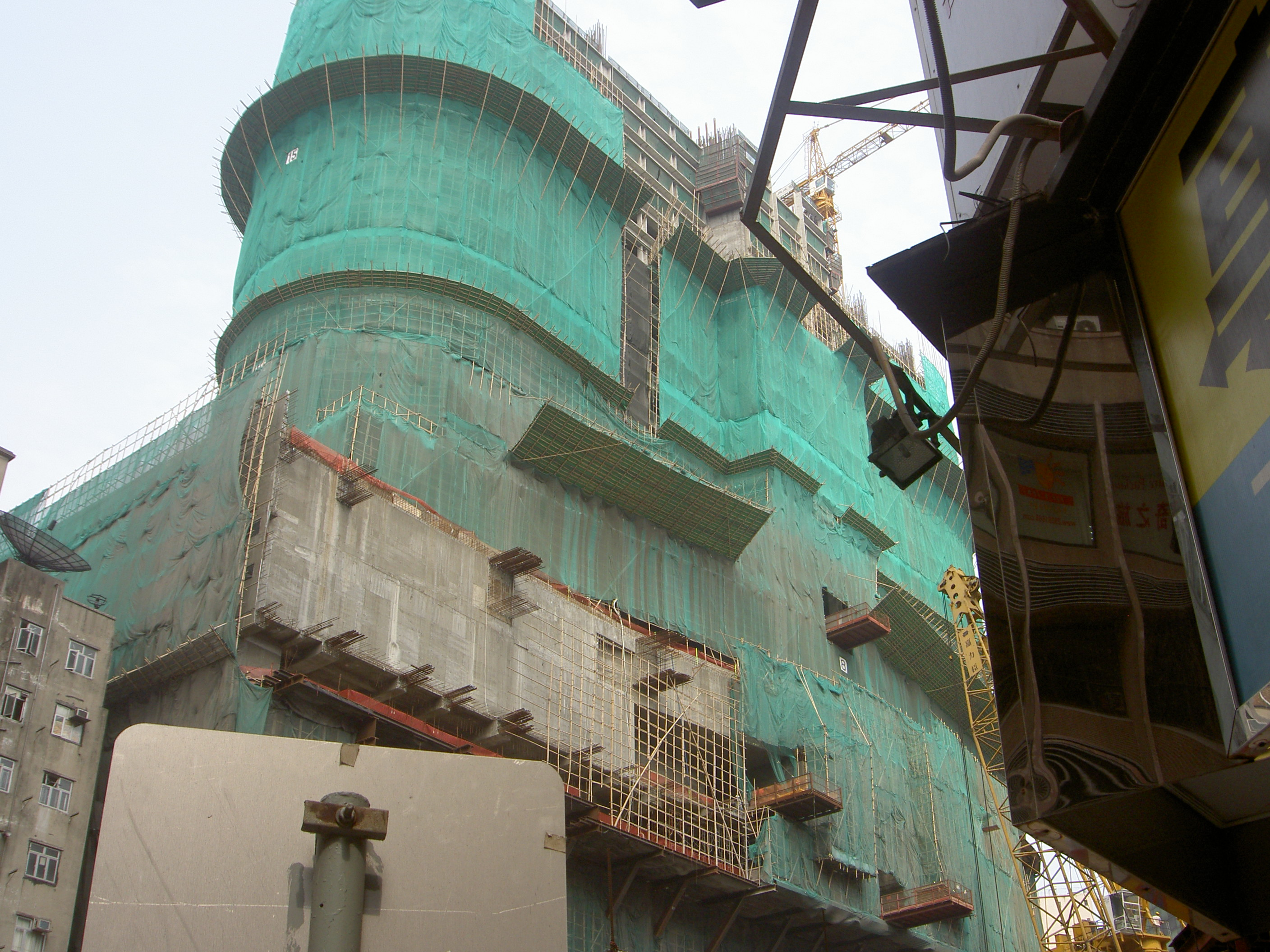
건축 중인 하얏트 리젠시. 2005년.
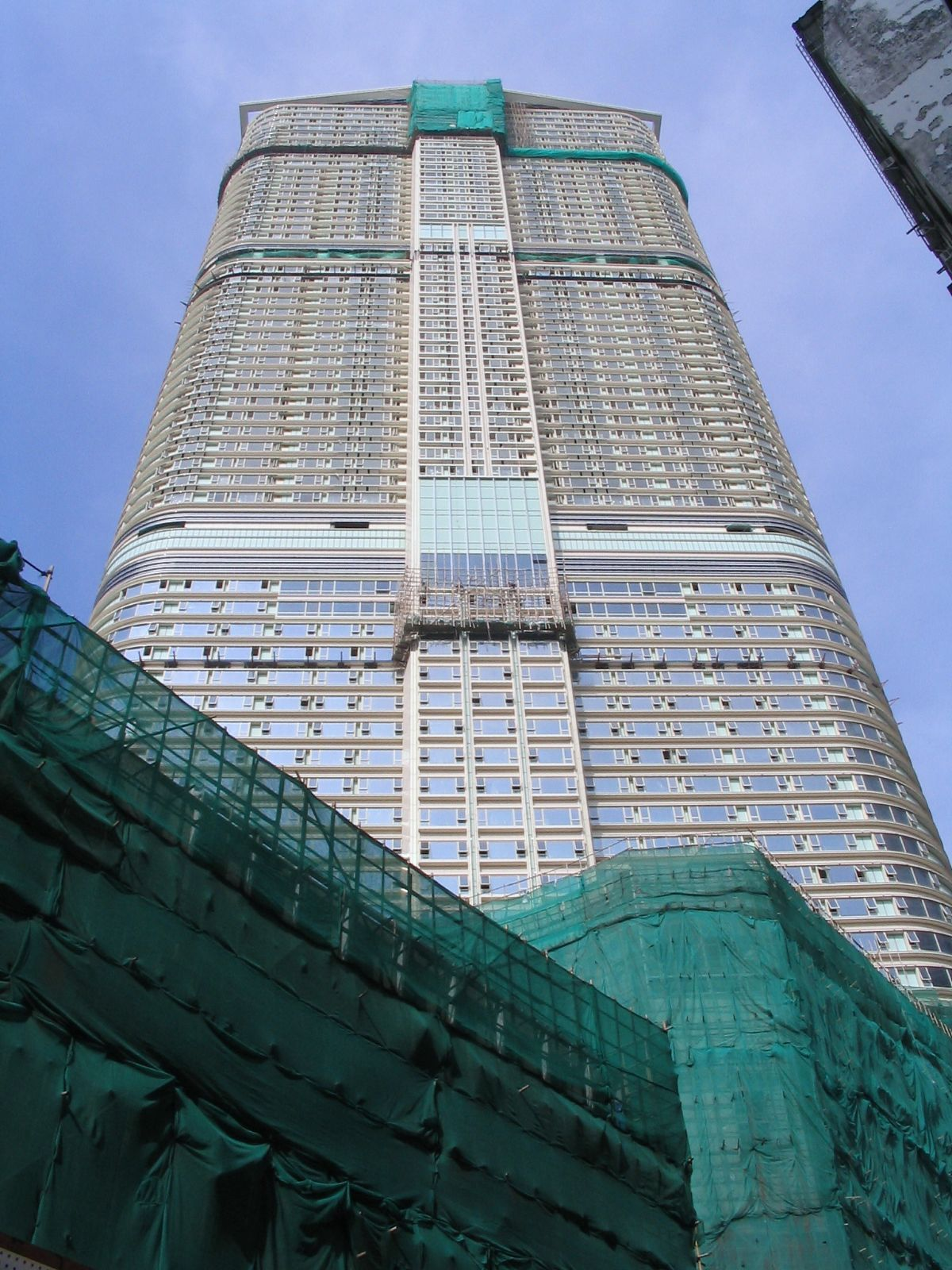
건축 중인 하얏트 리젠시. 2005년. 2007년 9월.

## 같이 보기
- 그랜드 하얏트 홍콩